# Uramba somala
Uramba somala är en kräftdjursart som beskrevs av Arcangeli 1939B. Uramba somala ingår i släktet Uramba och familjen Porcellionidae. Inga underarter finns listade i Catalogue of Life.